# Gibbon białoręki
Gibbon białoręki, gibon białoręki, lar, gibon lar (Hylobates lar) – gatunek ssaka naczelnego z rodziny gibbonowatych (Hylobatidae). Najpospolitszy i najlepiej poznany z gibonów. Często spotykany w ogrodach zoologicznych. Jeden z najmniejszych gatunków małp człekokształtnych.

## Zasięg występowania
Gibbon białoręki występuje w południowej i południowo-wschodniej Azji zamieszkując w zależności od podgatunku:
- H. lar lar – gibbon białoręki – półwyspowa część Tajlandii i Malezji, od 9°N do rzeki Mudah i na południe od rzeki Perak.
- H. lar carpenteri – gibbon ciemny – wschodnia Mjanma, północno-zachodni Laos i północno-zachodnia Tajlandia, od Chieng Dao na 19°22’N do około 16°N.
- H. lar entelloides – gibbon ponury – południowa Mjanma i południowo-zachodnia Tajlandia, od około 15°N do 10°N.
- H. lar vestitus – gibbon sumatrzański – północna Sumatra, na północny zachód od jeziora Toba i rzeki Singkil.
- H. lar yunnanensis – gibbon junnański – południowo-środkowa Chińska Republika Ludowa (południowo-zachodni Junnan), między rzekami Saluin i Mekong w powiatach Cangyuan, Menglian i Ximeng; w latach sześćdziesiątych, zasięg ograniczony do pobliża rzeki Nangun, ale teraz prawdopodobnie wymarły.

## Taksonomia
Gatunek po raz pierwszy naukowo opisał w 1771 roku szwedzki przyrodnik Karol Linneusz nadając mu nazwę Homo lar. Holotyp pochodził z Malakki, w Malezji.
H. lar ma wąską strefę sympatrii i krzyżowania z H. pileatus w Parku Narodowym Khao Yai w środkowej Tajlandii oraz z H. agilis na półwyspowej części Tajlandii i Malezji. Jest szeroko sympatryczny z Symphalangus syndactylus na półwyspowej części Tajlandii i Malezji oraz w północnej Sumatrze. Autorzy Illustrated Checklist of the Mammals of the World rozpoznają pięć podgatunków.

### Etymologia
- Hylobates: gr. ὑλοβατης hulobatēs „przebiegający lasy”, od ὑλη hulē „las, teren lesisty”; βατης batēs „piechur”, od βατεω bateō „stąpać”, od βαινω bainō „chodzić”[16].
- lar: łac. lar, laris „bóstwo strzegące domu” lub „dom, mieszkanie”[17][18].
- carpenteri: Clarence Ray Carpenter (1905–1975), amerykański prymatolog[10].
- entelloides: epitet gatunkowy Semnopithecus entellus (hulman czczony); gr. -οιδης -oidēs „przypominający”[19].
- vestitus: łac. vestitus „ubrany, strojny”, od vestire „stroić się, ubierać”, od vestis „część garderoby, odzież”[20].
- yunnanensis: Junnan, Chińska Republika Ludowa[20].

## Charakterystyka
Długość ciała samic 41,6 cm, samców 41,4 cm; masa ciała samic (n = 37) 3,9–6,1 kg, samców (n = 43) 4,1–7,3 kg. Ubarwienie futra od czarnego i ciemnobrązowego do jasnobrązowego, z jasną obwódką wokół twarzy, dłonie i stopy jasne. Ubarwienie nie jest zależne od płci.

## Ekologia
Zasiedla górne partie koron drzew w tropikalnych lasach deszczowych. Prowadzą dzienny i nadrzewny tryb życia, schodząc na ziemię tylko sporadycznie. Ciąża trwa ok. 7 miesięcy. Samica rodzi jedno młode w miocie. Gibon białoręki jest uważany za gatunek monogamiczny. Tworzy grupy rodzinne 2-6 osobników z wyraźnie zaznaczonym udziałem samca w wychowaniu młodych. Po urodzeniu młodym zajmuje się początkowo samica. W miarę jego rozwoju samiec przejmuje część opieki nad potomkiem. Młode pozostaje pod opieką rodziców przez dwa lata, a nierzadko znacznie dłużej pomagając rodzicom wychowywać młodsze rodzeństwo. Hierarchia w grupie nie jest wyraźnie zaznaczona lub nie występuje.
Gibony białorękie żywią się owocami, młodymi liśćmi i pąkami. Preferują owoce o dużej zawartości cukru, zwłaszcza owoce figowców (Ficus). Ze względu na zajmowane siedlisko rzadko padają ofiarą drapieżników. Głównym zagrożeniem dla gatunku jest utrata dostępnych obszarów spowodowana wycinaniem i degradacją lasów.

## Znaczenie w ochronie środowiska
Hylobates lar klasyfikowane są jako zagrożone. Są na liście Convention on International Trade in Endangered Species. Hylobates lar lar, H. l. carpenteri, H. l. vestitus są klasyfikowane jako zagrożone (EN), H. l. entelloides (VU), H. l. yunnanensis oznaczany jest jako brak danych (DD) na Czerwonej Liście IUCN.. Ze względu na zajmowane siedliska, rzadko padają ofiarą drapieżników. W Tajlandii, gdzie kwitnie nielegalny handel zoologiczny, są wyłapywane, niewolone i sprzedawane. Głównym zagrożeniem dla gatunku jest utrata dostępnych obszarów spowodowana wycinaniem i degradacją lasów lub dzieleniem ich na mniejsze obszary

## Znaczenie gospodarcze
Gibony nie mają znaczącego znaczenia gospodarczego. Czasem polują na nie rodzimi mieszkańcy Malezji ze względu na mięso. Jednak nie jest to częste zjawisko, bo gibony przypominają ludzi ze względu na brak ogona i dwunożność. U niektórych plemion są przedmiotem i inspiracją folkloru. Są również pozyskiwane na żywy handel.

## Filatelistyka
Poczta Polska wyemitowała 21 sierpnia 1972 r. znaczek pocztowy przedstawiający gibona białorękiego o nominale 1,65 zł, w serii Zwierzęta ZOO. Druk w technice offsetowej na papierze kredowym. Autorem projektu znaczka był Janusz Grabiański. Znaczek pozostawał w obiegu do 31 grudnia 1994 r..